# Rolling Thunder Revue: A Bob Dylan Story by Martin Scorsese
Rolling Thunder Revue: A Bob Dylan Story by Martin Scorsese is een Amerikaanse concertfilm en muziekdocumentaire uit 2019 over singer-songwriter Bob Dylan. De documentaire werd geregisseerd door Martin Scorsese en focust zich op Dylans bekende tournee Rolling Thunder Revue (1975–1976).

## Inhoud
De documentaire werpt een blik op het najaar van 1975, wanneer Bob Dylan met een karavaan aan bekende artiesten door de Verenigde Staten trekt voor de tournee Rolling Thunder Revue.

## Productie
Filmmaker Martin Scorsese werkte al meermaals samen met singer-songwriter Bob Dylan. In 1978 regisseerde hij The Last Waltz, een concertfilm over het laatste optreden van Dylans voormalige begeleidingsgroep The Band. Nadien regisseerde hij ook de Dylan-documentaire No Direction Home (2005).
In januari 2019 werd Rolling Thunder Revue: A Bob Dylan Story by Martin Scorsese officieel aangekondigd door Netflix, dat het project omschreef als 'een combinatie tussen een concertfilm, een muziekdocumentaire en een koortsdroom'. Voor de documentaire combineerde Scorsese concert- en archiefbeelden, oude en meer recente interviews (met zowel deelnemers aan de tournee als fictieve personages) en fragmenten die in 1975 in de aanloop naar en tijdens de tournee opgenomen werden voor Dylans experimenteel filmproject Renaldo & Clara (1978).
Zoals ook het geval was bij No Direction Home werden de meeste interviews voor de documentaire afgenomen door Jeff Rosen, de manager van Dylan. Sommige personen werden al eind jaren 2000 geïnterviewd voor de docu. Zo bevat de documentaire een interview met acteur en toneelschrijver Sam Shepard, die in 2017 overleed.

## Feit en fictie
In de geest van de tournee en het filmproject Renaldo & Clara zoekt de documentaire meermaals de grens op tussen feit en fictie. Zo wordt er toegespitst op het gebruik van maskers en make-up tijdens de tournee en wordt het soms onduidelijke verschil tussen waarheid en leugen benadrukt door het feit dat de documentaire gebruik maakt van enkele fictieve en onbetrouwbare interviews. Zo vertolkt Jim Gianopulos, CEO van Paramount Pictures, de promotor van de tournee en kruipt acteur Michael Murphy opnieuw in de huid van Jack Tanner, de fictieve politicus uit de satirische mockumentary Tanner '88 (1988). Martin von Haselberg speelt de rol van Stefan van Dorp, een fictieve filmmaker, die bekend zou zijn geworden met een videoclip van Venus door Shocking Blue.

## Release
Rolling Thunder Revue ging op 10 juni 2019 in première in New York. Twee dagen later werd de documentaire uitgebracht op Netflix.